# Pabellón Ferry Dusika
El Pabellón Ferry Dusika (en alemán: Ferry-Dusika-Hallenstadion) es un pabellón deportivo en Viena, la capital de Austria. Fue construido en 1976, tiene 7.700 espectadores y es sede de eventos deportivos de interior como de ciclismo en pista, tenis y atletismo. Alberga una pista y campo de interior. Recibe el nombre del ciclista austríaco Franz "Ferry" Dusika. Entre los eventos organizados allí se encuentran el Campeonato europeo de atletismo en pista cubierta de 1979, el Campeonato Mundial de Ciclismo de pista de 1987, el Campeonato de Europeo de voleibol masculino de 1999, entre otros.